# Fraisses
Fraisses település Franciaországban, Loire megyében. Lakosainak száma 3825 fő (2022. január 1.). Fraisses Unieux, Saint-Ferréol-d’Auroure, Firminy és Saint-Paul-en-Cornillon községekkel határos.

## Népesség
A település népességének változása:
| Lakosok száma | 4204 | 3854 | 3897 | 4056 | 3770 | 3748 | 3723 | 3733 | 3732 | 3825 |
|               | 1968 | 1982 | 1990 | 2006 | 2013 | 2015 | 2017 | 2019 | 2020 | 2022 |